# Nouveau-né
 (janvier 2018).

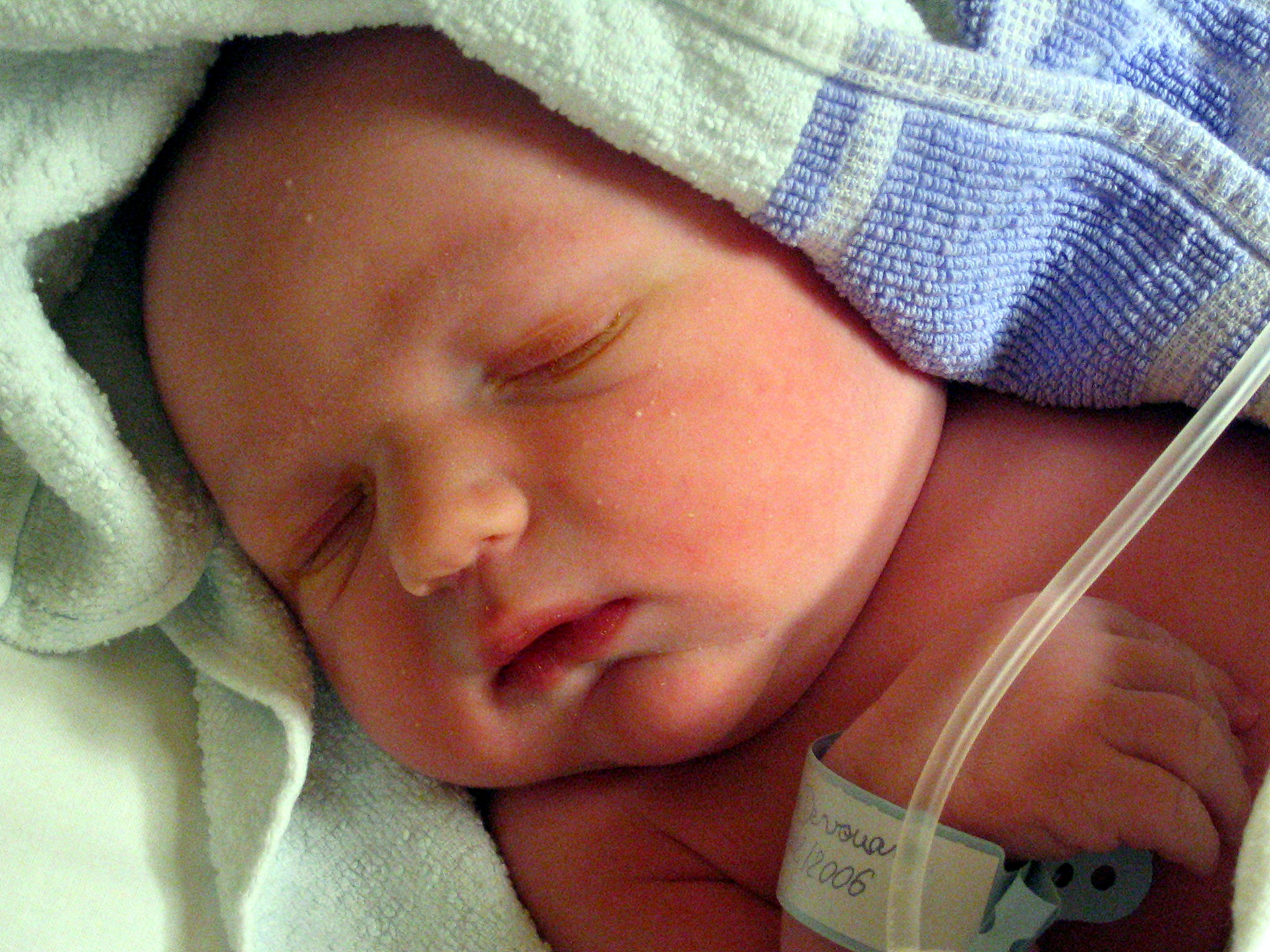
Nouveau-né 10 minutes après la naissance. Il a été identifié (bracelet) et traité contre l'infection des yeux immédiatement après l'accouchement.

Le terme nouveau-né désigne un enfant de sa naissance jusqu'à 28 jours ; au-delà, l'enfant est appelé nourrisson.
La discipline médicale s'intéressant aux nouveau-nés est appelée la néonatologie.

## Définition
Selon l'Organisation mondiale de la santé (OMS), le nouveau-né est un enfant de moins de 28 jours.
Le terme d'une naissance étant défini comme 41,5 semaines après le 1er jour des dernières règles (41,5 SA : semaines d'aménorrhée), les catégories suivantes sont distinguées :
1. après 41,5 SA : nouveau-né post-terme
2. 37 à 41,5 SA : nouveau-né à terme
3. avant 37 SA : nouveau-né prématuré

De 28 jours à 23 mois, l'enfant est appelé nourrisson.

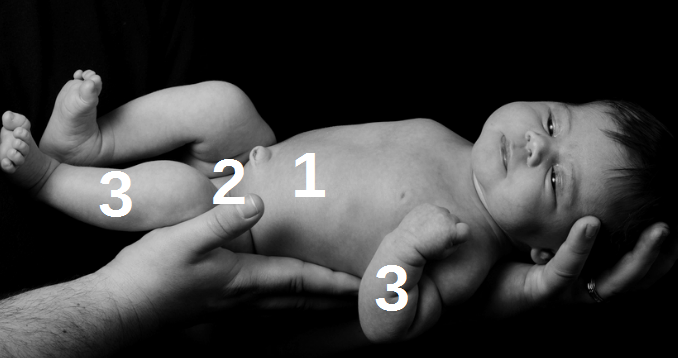
Caractéristiques du corps d'un nouveau-né

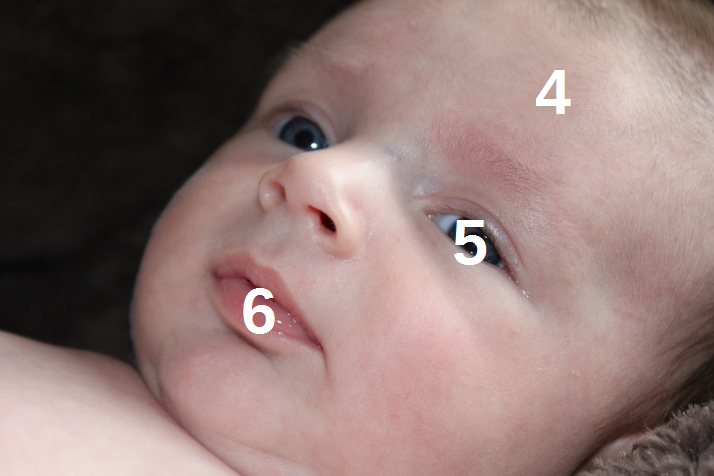
Caractéristiques de la tête d'un nouveau-né

## Aspect du bébé à la naissance
En dehors des situations médicales particulières, le nouveau-né affiche dès la naissance certaines caractéristiques. Son ventre est volumineux jusqu'à deux ans environ : ses abdominaux ne sont pas encore très développés. La peau des extrémités du nouveau-né peut-être légèrement bleutée.
Ses yeux sont bleu/gris, l'iris prenant sa couleur définitive à six mois. Sur la lèvre supérieure du nouveau-né peut apparaître une petite ampoule due à la succion.
Chez les garçons comme chez les filles, le sexe peut être enflé : ceci est dû au passage des hormones maternelles à travers le placenta. Ce phénomène disparaît au bout de quelques jours.
Sa tête est recouverte d'un duvet appelé le lanugo qui disparaît au bout de quelques semaines. Les os de son crâne ne sont pas encore soudés.
Le nouveau-né a une posture caractéristique :
- le tronc : il ne se tient pas droit, il a le dos rond. Le nouveau-né présente une cyphose globale du dos due à une absence totale de la musculature du dos[10] ;
- la tête : le nouveau-né n'arrive pas à tenir sa tête droite : elle est trop lourde. La tête est ballante à cause du contrôle insuffisant de la musculature du cou (hypotonie)[10] ;
- les membres inférieurs et supérieurs sont en flexion : c'est l'hypertonie[10].

## Développement de la motricité
Le développement de la motricité du nouveau-né est lié au contrôle musculaire qui se fait toujours suivant un même axe.
Le développement de la motricité du nourrisson s'effectue selon deux lois : la loi céphalo-caudale, de la tête vers les pieds (de haut en bas) ; et la loi proximo-distale, du tronc vers les extrémités (de l’intérieur vers l’extérieur) 

## Adaptation à la vie extra-utérine
Un nouveau-né apte à la vie extra-utérine est dit viable.
Les caractéristiques de la viabilité s'observent en matière de respiration, de circulation des fluides, de filtration des reins, de métabolisme et de système immunitaire.

### Respiration
Jusqu'à l'âge de six mois environ, le nouveau-né ne sait pas respirer par la bouche,. Le nez joue un rôle primordial dans la mécanique ventilatoire, surtout chez le très jeune enfant. Le nouveau-né a de plus basses résistances nasales, facilitant la respiration nasale. Il accepte difficilement de respirer par la bouche, même dans le cas d’une obstruction nasale importante. L'obstruction nasale néonatale peut avoir des conséquences graves, voire fatales,.
La commande cérébrale de la respiration s'observe à l'aide de différents stimuli :
- stimuli physiques : compression thoracique dans la filière uro-génitale maternelle par des manipulations de la sage-femme, la pesanteur, la désobstruction rhino-pharyngée ;
- stimuli sensoriels : diminution de la température environnante ;
- stimuli chimiques : diminution de la PaO2 (pression de dioxygène), diminution du pH, augmentation de la PaCO2 à la fin de l'accouchement (attention : une anoxie intra-utérine peut entraîner une inhalation méconiale intra-utérine).

Les échecs de la commande cérébrale de la respiration peuvent être dûs à des lésions cérébrales, à la dépression des centres respiratoires causées par des drogues, à une altération de l'état général à cause d'une infection et à la paralysie des muscles respiratoires.
La commande pulmonaire de la respiration est caractérisée par 
- l'évacuation du liquide alvéolaire : par compression et par résorption lymphatique, grâce aux catécholamines ;
- la création et maintien d'une Capacité Résiduelle Fonctionnelle : par une bonne désobstruction, une PaO2 doublée par rapport au fœtus ;
- la création de cycles respiratoires : par contact mécanique avec les mains de la sage-femme, différence de température.

Les causes d'échec peuvent être un défaut de résorption du liquide alvéolaire, un encombrement des voies respiratoires par inhalation de liquide amniotique, une infection pulmonaire, une absence de surfactant, une malformation (compression des voies aériennes, du poumon).

### Circulation
La disparition de la circulation placentaire survient lorsque le cordon ombilical est sectionné (augmentation des résistances systémiques).
La circulation pulmonaire est créée par la levée de la vasoconstriction au niveau de l'artère pulmonaire. Les pressions entre le cœur droit et le cœur gauche s'égalisent, puis s'inversent à l'aide des pressions à gauche supérieures aux pressions à droite.
La fermeture des shunts est réalisée par une pression de l'oreillette gauche supérieure à la pression de l'oreillette droite (fermeture du trou de Botal par la valvule de Vieussens), ainsi que par l'augmentation de la PaO2 et chute du taux de prostaglandines (vasoconstriction du canal artériel).
Les causes d'une mauvaise circulation peuvent être l'anoxie et acidose, qui maintiennent la vasoconstriction de l'artère pulmonaire, ainsi que le canal artériel et les shunts ouverts (communication inter-auriculaire).

### Viabilité des reins
Une bonne filtration des reins s'observe par l'émission des premières urines avant la douzième heure après la naissance, puis par l'éjection des quantités d'urine suivante : 20 ml par jour jusqu'au jour deux, 100 ml par jour au jour 6, de 200-250ml par jour au jour 10.
Le pouvoir de concentration des urines d'un prématuré est de 400 mOsm/l (c’est-à-dire que pour éliminer 400 mOsm, il doit uriner 1 l d'eau), tandis que celui d'un enfant à terme est de 600 mOsm/L.
attention : lait de femme : 79 mOsm/L alors que le lait de vache : 221 mOsm/L (diurèse X3!)[précision nécessaire]
Concernant l'équilibre acide-base, il existe une acidose métabolique physiologique du nouveau-né : son pH est supérieur ou égal à 7,35.
Puis, il y a une maturation progressive par l'élimination pulmonaire des acides et du CO2 et par la réabsorption rénale des bicarbonates (HCO3−).
La réabsorption du sodium (Na+) est immature chez le nouveau-né.

### Métabolisme
La régulation glycémique se fait par de faibles stocks de glycogène ; une alimentation précoce, dès la salle de naissance, est nécessaire pour lutter contre l'hypoglycémie.
La régulation thermique se met en place dans les premières heures de la vie.

### Immunité
Le système immunitaire du nouveau-né est compétent, mais prend du temps pour réagir.
Pendant le 3e trimestre de grossesse, un transfert trans-placentaire d'immunoglobulines G (IgG) s'effectue.
À la naissance, l'allaitement maternel transmet au nouveau-né des IgA maternelles, dirigées spécifiquement contre les antigènes des bactéries vaginales maternelles.

## Examen minutieux du nouveau-né

### Mensurations
Un enfant « normal » à terme présente à la naissance un poids d'environ 3 250 g ± 500 g, une taille de 50 cm ± 2 cm et un périmètre crânien de 35 cm ±1 cm.
Il existe plusieurs courbes de croissance de l'enfant permettant d’évaluer les mensurations du nouveau-né en fonction de son âge gestationnel. Les courbes de Leroy-Lefort sont utilisées en France.
Un enfant « normal » se situe entre le 3e et le 97e centile (ou 10e et 90e selon les sources), c’est-à-dire que ses mensurations sont celles de 94 % (80 %) de la population.
Si l'enfant se situe au-delà du 97e centile, c’est un macrosome. S'il se situe en dessous du 3e centile, on parle de bébé hypotrophe. C’est le signe d’un retard de croissance intra-utérin. Il s'agit de déterminer si ce retard est « harmonieux » ou « dysharmonieux » : s'il est « harmonieux », cela signifie que le poids, la taille et le périmètre crânien se situent dans des valeurs inférieures à la normale, laissant supposer un mauvais pronostic par rapport à la maturation cérébrale. Si le retard est « dysharmonieux », le poids et/ou la taille observés sont inférieurs aux normes, mais pas le périmètre crânien, qui reste « normal ». C'est alors la preuve d'un bon développement cérébral.

### Examen cutané
Les signes cutanés « normaux » chez le nouveau-né sont les grains de milium, l'acné du nourrisson, due à l'imprégnation hormonale pendant la grossesse, ainsi que le lanugo, sorte de duvet que l'on retrouve sur le dos et les épaules, fréquent chez le prématuré.
Par ailleurs, certaines ethnies présentent des taches mongoloïdes : taches bleutées au niveau du sacrum ou sur les membres inférieurs, qui s'estompent en grandissant (enfants méditerranéens, enfants noirs) et les angiomes plans peuvent être présents plus spécifiquement chez les enfants blancs.
Les signes cutanés pathologiques sont :
- l'acrocyanose : cyanose (coloration bleue) des extrémités ; si l'acrocyanose est isolée et si l'enfant a un aspect rosé, ce n'est pas pathologique ;
- l'érythème toxique : érythème diffus, avec parfois apparition de pustules et d'évolution toujours bénigne ;
- l'ictère, aussi appelé jaunisse du nouveau-né : apparition d’une coloration jaune de la peau et/ou des yeux, due à une augmentation de la concentration sanguine de la bilirubine. Dans plusieurs cas, l'ictère se développe 2 à 3 jours après la naissance et disparaît en moins d’une semaine sans traitement. Dans très peu de cas, l’ictère est dû à une affection grave, comme une incompatibilité entre le sang de la mère et celui de l’enfant, une destruction excessive des globules rouges ou une infection ;
- la bosse séro-sanguine, le céphalhématome, hématome du siège, de la face, marque de forceps ;
- l'hémangiome tubéreux ;
- le nævus expansif.

### Cardiologie
Un examen clinique cardiaque « normal » du nouveau-né observe une coloration rose de sa peau, un temps de recoloration cutanée (TRC) inférieur à 3 secondes, une fréquence cardiaque située de 120 à 160 pulsations par minute, une pression artérielle de 55 en moyenne (75⁄45 mmHg), une auscultation normale, des pouls huméraux et fémoraux présents et symétriques.
Les anomalies peuvent être un obstacle au cœur droit (cyanose), une insuffisance cardiaque gauche (hypotension), une anomalie des shunts (insuffisance cardiaque, œdème pulmonaire, légère cyanose secondaire), la transposition des gros vaisseaux (bébé « bleu » qui « va bien »), une absence des pouls huméraux et fémoraux (coarctation aortique), une auscultation anormale (hernie diaphragmatique, situs inversus).

### Système respiratoire
Un système respiratoire sain à la naissance se caractérise par une fréquence respiratoire de 30 à 40 par minute, une coloration rose de la peau, une auscultation pulmonaire libre, une absence de pauses respiratoires (< 10 s) et d'apnées (> 10 s).
Les anomalies sont observées au niveau de la coloration (acrocyanose ou cyanose), de l'existence de pauses respiratoires ou d'apnées, ou de signes de lutte respiratoire (score de Silverman).

### Abdomen
Un examen normal à la palpation est un abdomen souple et gargouillant, même si un léger ballonnement post-prandial peut être observé fréquemment. Le foie et la pointe de la rate peuvent également être palpés.
Concernant l'ombilic, une hernie ombilicale peut être constatée assez fréquemment (bénin). Sauf cas particuliers, une intervention chirurgicale n'est pas envisagée avant l'âge de 2 ans, car cela peut s'arranger avec l'acquisition de la marche et le renfort de la musculature abdominale.
L'ombilic peut aussi faire l'objet d'une inflammation (ex. : omphalite) ou être sujet à des malformations telles que l'omphalocèle (les anses intestinales sont contenues dans la gelée de Wharton ; associé à un syndrome polymalformatif), ou la laparoschisis, dont le pronostic est bon.

### Organes génitaux externes
Un examen des organes génitaux externes des garçons peut permettre de déceler d'éventuelles malformations telles que l'hypospadias, de vérifier si les testicules sont descendus, si leur volume est normal pour un nouveau-né, voire de déceler la présence d'une hernie inguinale.
Chez les filles, un tel examen permet de déceler une crise génitale (augmentation du volume des seins), une hypertrophie des petites lèvres, etc.

### Examen ostéo-articulaire
- Membre supérieur : lésion traumatique ? (fracture de clavicule, humérus, paralysie du plexus brachial) symétrie, tonus
- Membre inférieur : symétrie, tonus, pieds (metatarsus varus), hanches (LCH = luxation congénitale de la hanche)
- Rachis : spina bifida aperta (donne paraplégie, hydrocéphalie), spina bifida occulta ; au niveau sacro-coccygien : vérifier qu'il n'y a pas de fistule méningée (fossette avec suintement)
- Crâne : modelage par la filière génitale ; bosse séro-sanguine, céphalhématome; craniosténose ; vérifier les fontanelles
- Face : choanes perméables ; vérifier le palais : fente palatine, bec de lièvre ; dysmorphie

### Examen neurologique
- Tonus de base : quadriflexion, signe du foulard, angle poplité < 90°, angle pied-jambe = 0°, retour en flexion de l'avant-bras quand on tire dessus
- Tonus de l'axe : essai de redressement de la tête dans l'axe du corps ; frein de la chute de la tête en tiré-assis

## Réflexes archaïques du nouveau-né
Les réflexes archaïques sont des mouvements automatiques involontaires qui apparaissent chez le bébé dans la vie intra-utérine.
À la naissance, le système nerveux du nouveau-né n'est pas mature, les mouvements qu'il effectue sont des réflexes innés. Leur disparition (vers 3-4 mois) traduit le bon développement du système nerveux.
À la naissance, le pédiatre évalue l'état neurologique en vérifiant la présence des réflexes archaïques, développés ci-après.

### Marche automatique

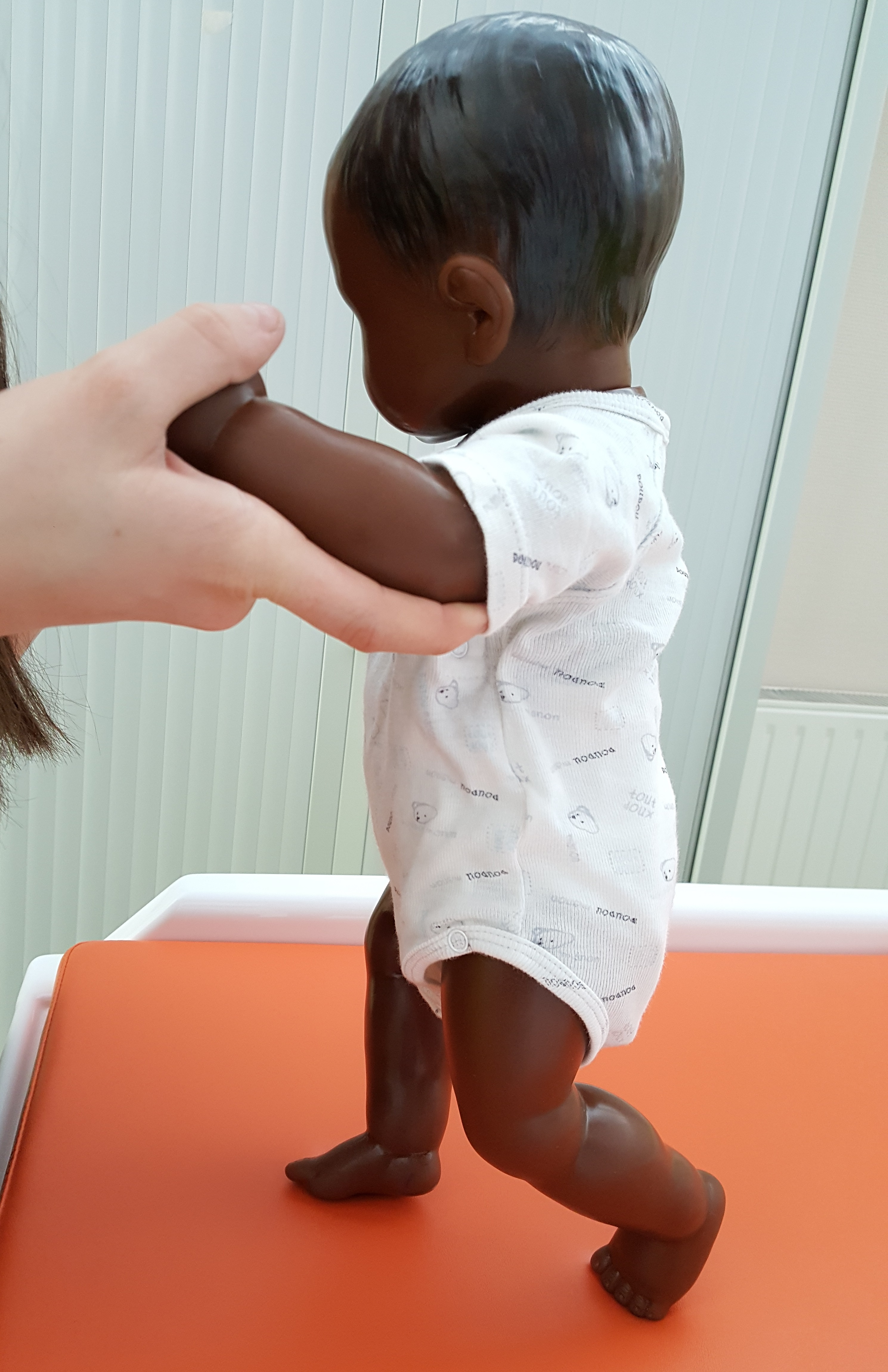
Marche automatique du nouveau-né

Le médecin soulève le bébé en le tenant par les aisselles et en le penchant légèrement en avant. Lors d'un examen normal, dès que les pieds du nouveau-né sont posés sur une surface plane, il effectue un ou deux pas sur la pointe du pied s'il est prématuré, ou sur la plante s'il est à terme. Si un objet est placé près de sa jambe, il l'enjambe comme si c'était un obstacle,.

### Réflexe de Moro

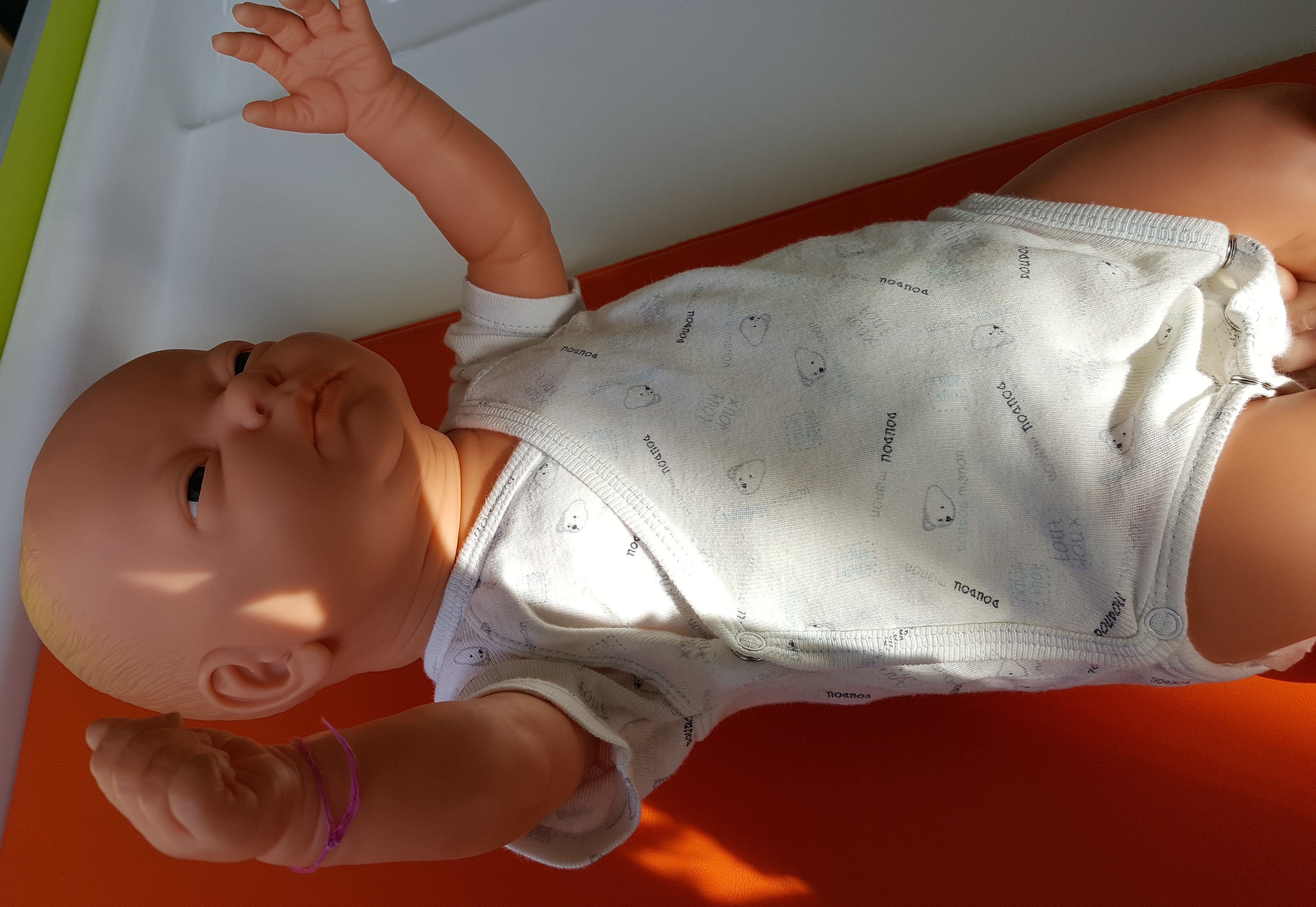
Le réflexe de Moro chez le nourrisson

Le médecin tire vers le haut les membres inférieurs, en laissant retomber doucement la tête du nouveau-né, ce qui déclenche une rapide abduction des membres supérieurs suivie d'un cri,.

### Réflexe d'agrippement ougrasping

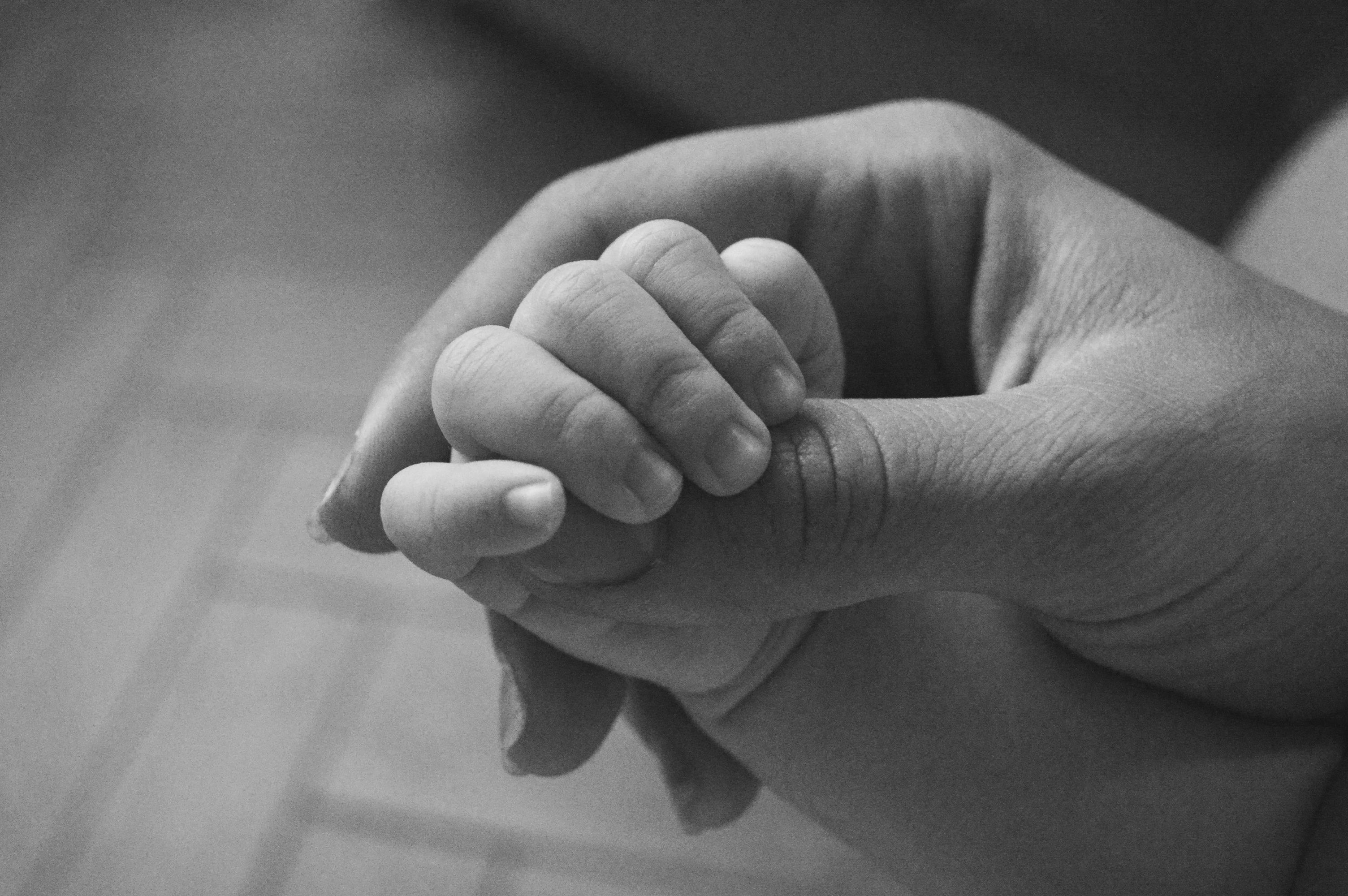
Agrippement ou grasping du nouveau-né.

Le pédiatre place son doigt dans la paume du bébé, ce qui provoque une fermeture des doigts puis un agrippement tellement fort que l'on peut parfois soulever le bébé avec les deux mains.

### Réflexe de succion

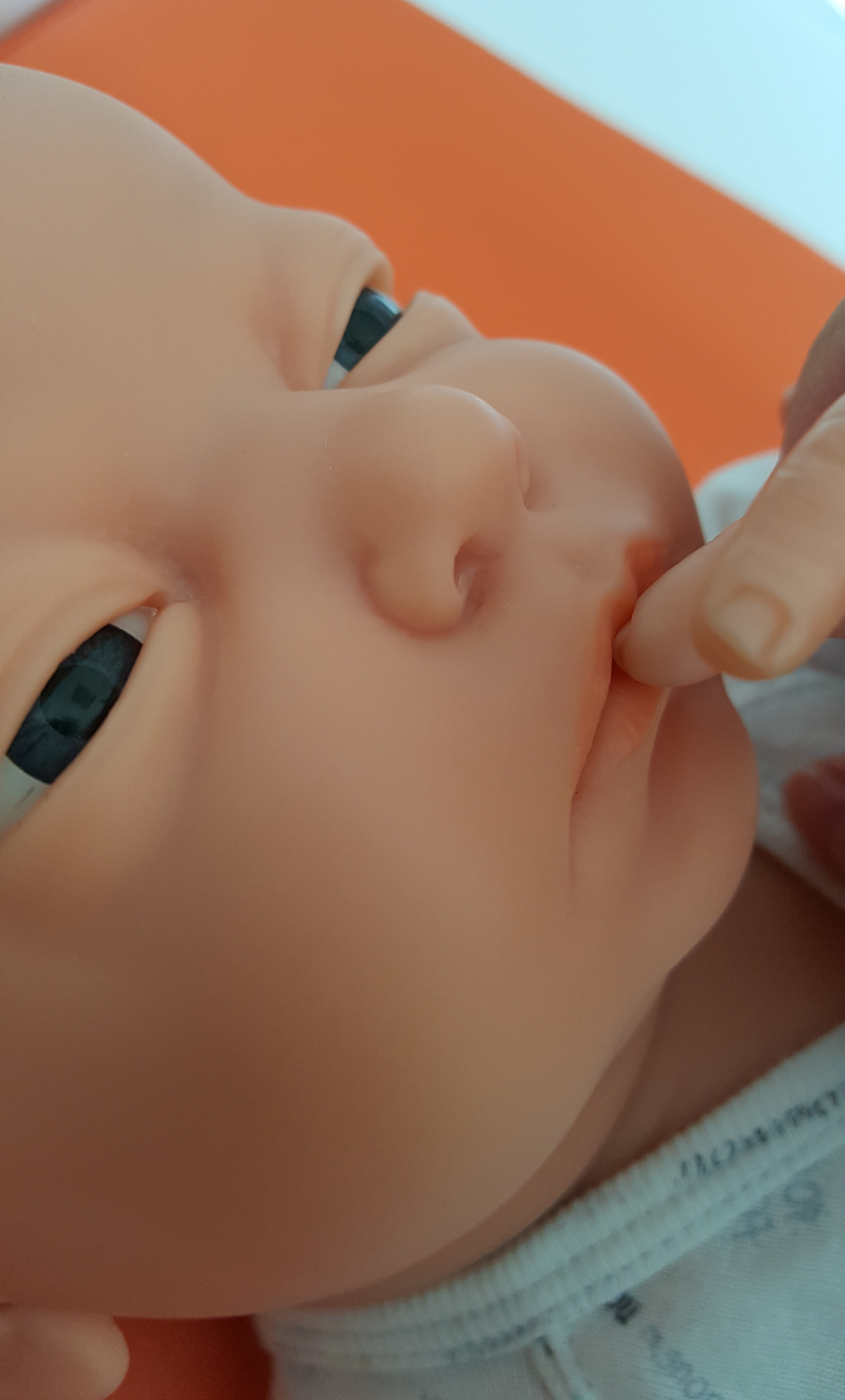
Le réflexe de succion du nouveau-né

Quand on introduit un objet ou un doigt dans la bouche du nouveau-né, il déclenche automatiquement le mouvement de succion,.

### Points cardinaux

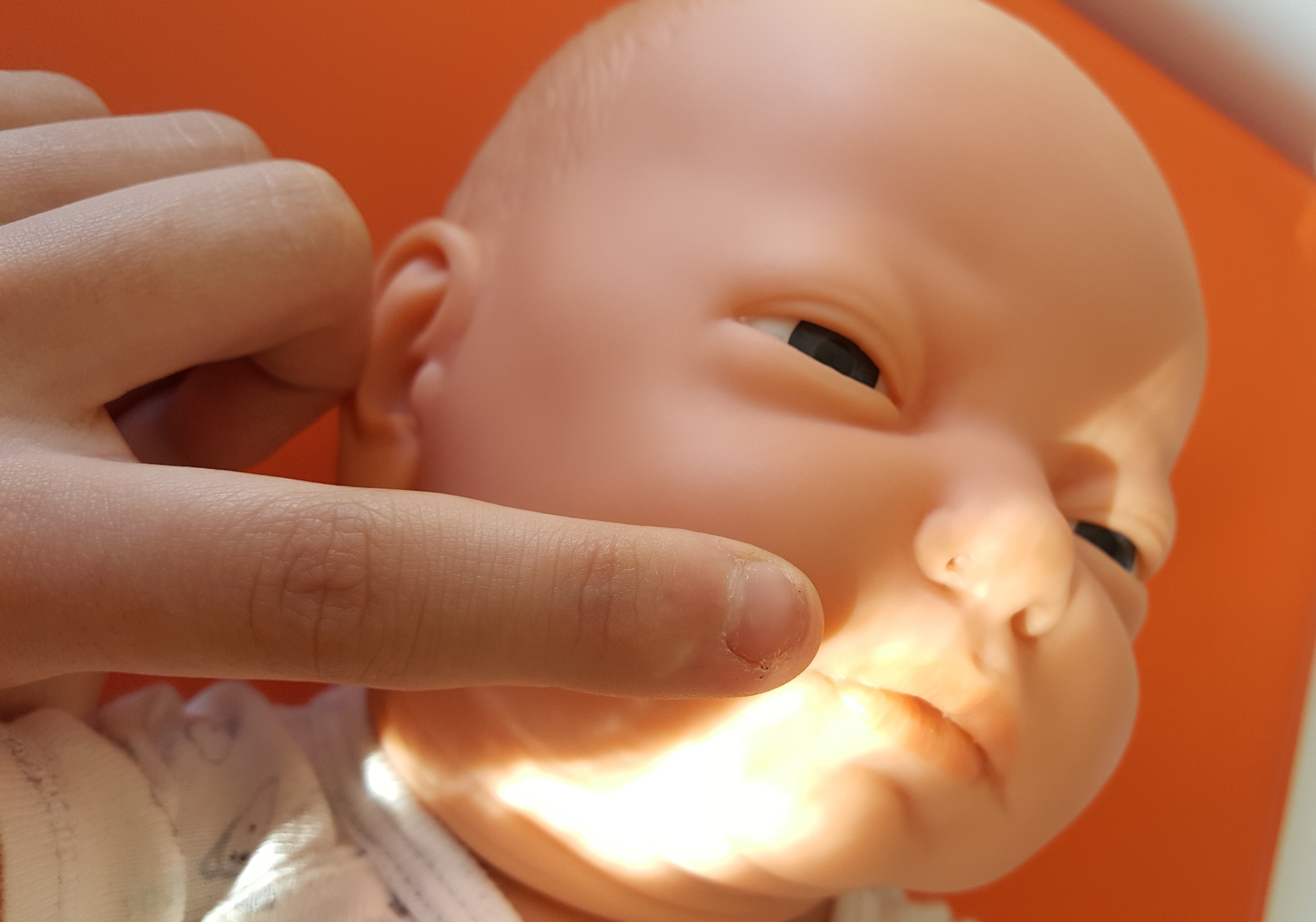
Les points cardinaux du nouveau-né

Quand le médecin stimule le pourtour de la bouche, le bébé se tourne vers ce stimulus et fait un mouvement de la bouche en direction du point qui vient d'être stimulé,.

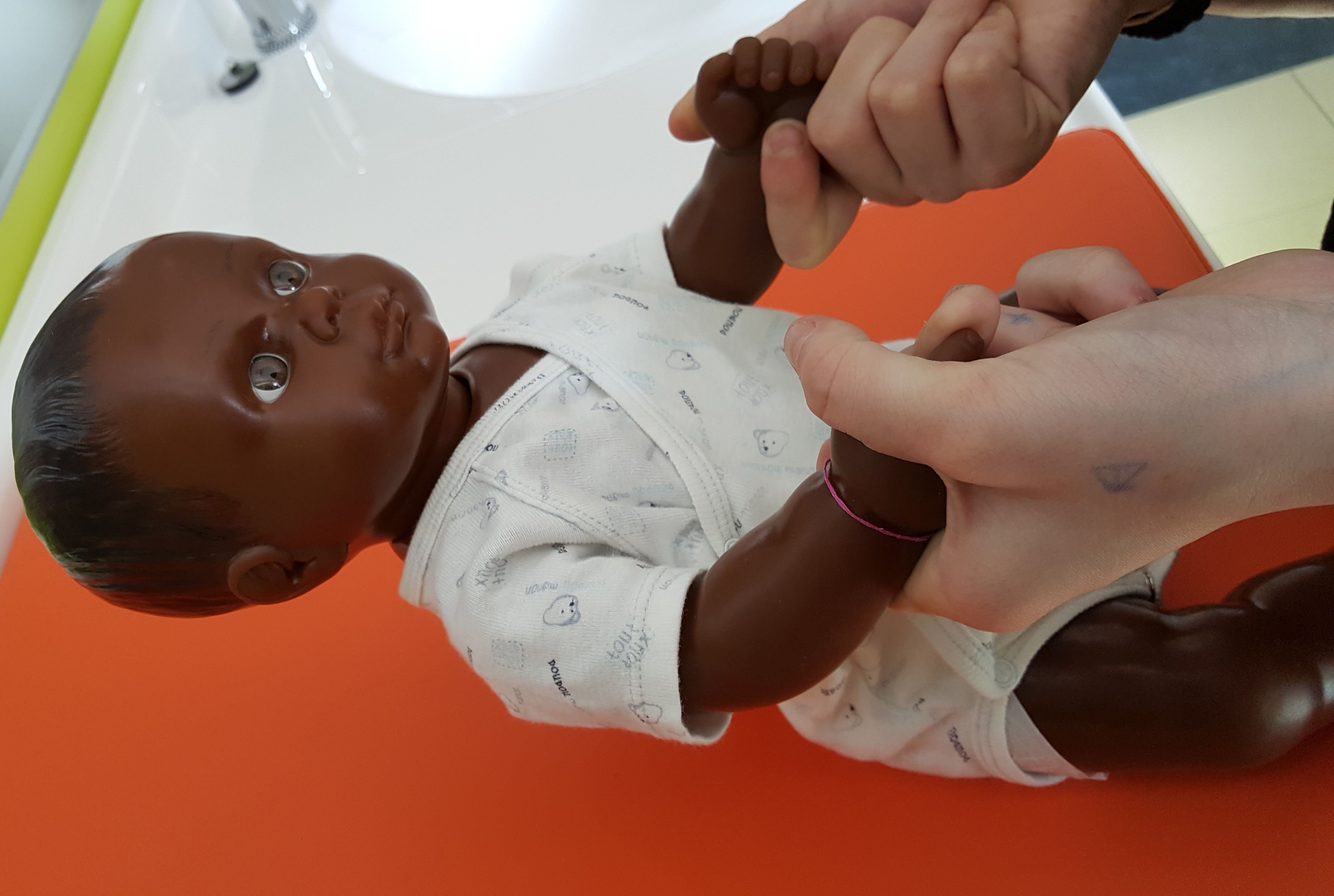
Le maintien de la tête chez le nouveau-né

### Maintien de la tête
Quand on attire le bébé vers soi par les mains et les avant-bras, la tête du nouveau-né se maintient quelques secondes en position verticale avant tomber en arrière.

### Extension croisée
Quand on pince le pied droit, le pied gauche vient pousser la main.

## Développement des cinq sens

### Vision
Jusqu'au milieu du XXe siècle, les parents s'entendaient dire que « les bébés ne voient rien à la naissance » ou qu'ils sont « aveugles pendant 40 jours », assertions aussi bien colportées par les familles que par les tests cliniques de « préférence visuels » pratiqués à l'époque. En effet, les nourrissons fixant peu un objet, cette légende était renforcée par le milieu médical alors que le test révélait plutôt une acuité visuelle limitée.
Le nourrisson ne voit pas les couleurs. Il perçoit bien les contrastes et suit une cible de haut en bas et de droite à gauche à 50 cm. À partir de 4 mois, il suit les visages. Il a une acuité visuelle d'1/20 et un champ visuel de 10° vers le haut et vers le bas (contre 60° pour l'adulte), de 40 à 60° de chaque côté (contre 90° pour l'adulte).

### Ouïe
Dès la naissance, le nouveau-né est capable de tourner la tête vers la direction d'où provient le bruit, sauf problème médical particulier. Par exemple, à la naissance, un bébé sur mille cinq cents environ est atteint d'une surdité plus ou moins importante. Pour la dépister, la seule solution est d'effectuer un test de l'ouïe. Ce test peut être effectué quand le bébé dort ou dans une pièce calme, en 15 minutes maximum.
Il existe deux tests :
- le test ABR (auditory brainstem response) consiste à poser trois autocollants : un sur le visage, un sur le cou et un sur l’épaule du nouveau-né. On place de petits écouteurs dans les oreilles et l'on diffuse de légers sons ;
- le test OAE (otoacoustic emissions) consiste à insérer de petits embouts en mousse ou en caoutchouc dans les oreilles du bébé, par lesquels il entend des sons légers. Le bébé est capable de tourner la tête dans la direction d’où provient le bruit. Dès la naissance, il reconnaît la voix de sa mère. Au 6e mois, il fait la relation entre la parole et le mouvement des lèvres[24].

### Toucher
Le toucher est le premier sens qui fait son apparition chez le fœtus. Il est le premier moyen de communication chez l'enfant avec le monde extérieur.
Chez le nouveau-né, la sensibilité de la peau est alors développée très tôt. Le toucher est pour lui sa façon d’entrer en relation avec le monde. Autant sur le plan physiologique que psychologique, la stimulation de la peau est très importante, elle a une influence générale sur le développement de l’enfant.
Le développement du système nerveux est accéléré avec la stimulation sensorielle que procure le toucher ; il favorise la communication cerveau-corps.
Contrairement aux organes sensoriels de la vision, de l’odorat, de l'audition et du goût, les récepteurs du toucher sont répartis sur tout le corps du bébé. Certains sont sensibles à la pression (corpuscule de Pacini), d'autres à la température ou à la douleur.
Pendant la grossesse, le va-et-vient du liquide amniotique procure au bébé la sensation d'un effleurement. C'est pourquoi, après la naissance, les caresses, le contact avec les surfaces chaudes et l'eau tiède auront un effet apaisant sur lui.
Enfin, durant sa première année, le nourrisson porte tout à sa bouche, c'est ainsi qu'il apprend à distinguer le dur du mou et le rugueux du lisse.

### Goût et odorat
Le goût du nouveau-né commence dans le ventre de sa mère, car à 9 semaines la bouche et la langue du nouveau-né sont formées.
Dès la naissance, le nouveau-né est compétent pour les goûts et les odeurs. Il a une préférence pour le sucré. Les sensations primaires de la dégustation (salé, sucré et amer) prennent naissance au niveau des bourgeons gustatifs. Il découvre le salé vers 4/5 mois en principe, toutefois il n'apprécie pas l'acide et l'amer. En effet, l'enfant a un goût marqué pour le sucré et un dégoût marqué pour l’amer, ce qui se manifeste par des changements de succion, de salivation et d’expression faciale. L'introduction de nouveaux aliments comme les légumes dans le régime de l'enfant participent à développer chez lui la distinction des saveurs.
Une équipe de recherche israélienne, allemande et japonaise explique que les bébés communiquent de façon chimique en sécrétant une substance volatile odorante émanant de leur cuir chevelu, appelée « hexadécanal » (ou HEX). Ce signal chimico-social bloque l'agressivité chez les hommes, mais déclenche celle des femmes, ce qui a un effet protecteur pour l'enfant,.